# 도메니코 디 미켈리노

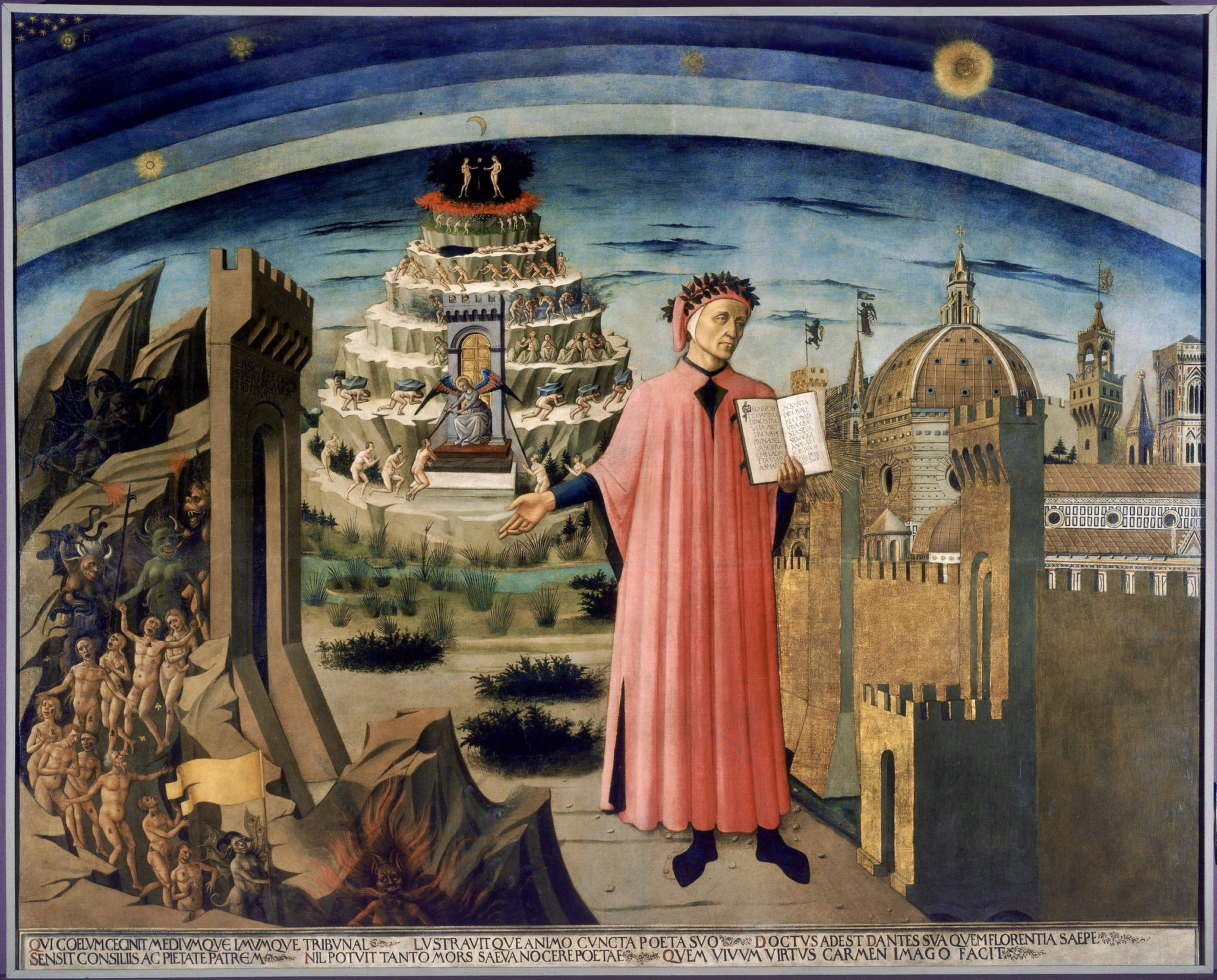
《피렌체를 비추는 신곡》, 1465년, 피렌체 대성당

도메니코 디 미켈리노(Domenico di Michelino, 1417년~1491년)는 이탈리아 르네상스 시대의 화가로, 피렌체에서 태어나 피렌체에서 생을 마쳤다. 그의 본명은 도메니코 디 프란체스코(Domenico di Francesco)였다. “디 미켈리노(di Michelino)”라는 부칭은 그의 스승인 카소네 화가 미켈리노 디 베네데토(Michelino di Benedetto, 1378년경~1499년)를 기리기 위해 채택된 것이며, 이 스승의 작품은 현재까지 전해지는 것이 없다. 조르조 바사리는 도메니코가 프라 안젤리코의 제자였다고 전하며, 그의 많은 작품에서 프라 안젤리코뿐 아니라 필리포 리피와 페셀리노의 영향도 드러난다고 기록했다.
도메니코는 1442년까지 피렌체 화가들의 형제단인 산 루카 단체(Compagnia di San Luca)에 등록했다. 2년 뒤인 1444년에는 피렌체 화가 조합인 메디치와 약제사 조합(Arte dei Medici e Speziali)에 가입했다. 그는 피렌체의 비아 델레 테르메(Via delle Terme)에 화실을 두었으며, 이곳은 과거 ‘존슨의 성탄화 작가(Master of the Johnson Nativity)’로 알려졌던 도메니코 디 자노비와 함께 사용한 작업장이었다.
그의 현존하는 가장 이른 작품은 피렌체의 오스페달레 델리 인노첸티을 위한 행렬용 배너기로, 성모 마리아가 망토 아래에 순교한 아기들을 보호하는 모습이 그려져 있다. 이 작품은 1440년에 의뢰되어 1446년에 완성되었으나, 16세기에 미켈레 토시니에 의해 완전히 다시 그려졌다.
1449~1450년 도메니코는 피렌체 외곽 페레톨라에 있는 산타 마리아 아 페레톨라(Santa Maria a Peretola) 교회의 성 레오나르도 경당을 장식했다. 이 경당에는 성 레오나르도가 죄수들을 풀어주는 장면을 그린 반원형 벽화와 성 카타리나, 성녀 루치아, 그리고 음악을 연주하는 천사들의 이미지가 포함되어 있다.
1458년 도메니코는 ‘성모자와 성인들’ 제단화를 제작했으며, 이 작품은 현재 뮌헨의 알테 피나코테크에 소장되어 있다. 1463년에는 코시모 데 메디치의 의뢰로 볼테라의 산 지롤라모(San Girolamo) 교회를 위한 제단화를 제작했으며, 이 작품은 현재 지역의 교구 박물관(Museo Diocesano)에 있다. 이외에도 날짜가 기록되지 않은 제단화들이 안기아리(Santo Stefano), 디종(디종 미술관), 피렌체(아카데미아 미술관), 산지미냐노(시립 박물관), 산조반니발다르노(산타 마리아 델레 그라치에 대성당 박물관)에 소장되어 있다. 또한, 도메니코의 후기 작품을 대표하는 성 로렌초의 그림은 1477년에서 1482년 사이 스티아의 산 로렌초 아 포르차노(San Lorenzo a Porciano)에서 그려진 것으로 추정된다. 그는 제단화 외에도 종교 주제의 소형 패널화, 카소네의 전면화, 필사본 장식화 등도 많이 제작했다.
도메니코의 가장 유명한 작품은 피렌체의 산타 마리아 델 피오레 대성당 북쪽 벽에 있는 《피렌체를 비추는 신곡》(Comedy Illuminating Florence)이다. 문헌에 따르면 이 그림은 1465년 1월 30일에 의뢰되었으며, 알레소 발도비네티가 설계를 맡았다. 이 그림은 단테 알리기에리가 자신의 유명한 서사시 《신곡》을 피렌체 시민들에게 바치는 장면을 묘사한다. 배경에는 《신곡》에 묘사된 지옥, 연옥, 낙원이 모두 그려져 있다. 이 그림은 1444~1450년경 제작된 런던 대영 도서관 소장 야츠 톰슨 필사본(Yates Thompson MS 36) 중 ‘천국편’ 제17곡(Paradiso 17)에 조반니 디 파올로가 그린 장면에서 영향을 받았을 가능성이 제기되어 왔으며, 그 장면에는 동일한 요소들이 반대 방향으로 배치되어 있다.
도메니코는 1483년에도 여전히 활동하고 있었지만, 이 시기의 작품은 거의 남아 있지 않다. 그는 1491년 4월 18일 피렌체에서 사망했으며, 산탐브로조 교회에 안장되었다.
미술사학자 베르나르도 베렌손(Bernard Berenson)은 도메니코의 모든 작품을 잘못하여 주스토 다안드레아(Giusto d’Andrea, 1440–1496)의 작품으로 분류했으며, 자노비 스트로치의 그림은 도메니코 디 미켈리노의 작품으로 잘못 귀속시킨 바 있다.